# Bourgou (Manni)
Pour les articles homonymes, voir Bourgou.
Bourgou est une commune rurale située dans le département de Manni de la province de la Gnagna dans la région de l'Est au Burkina Faso.

## Géographie
Bourgou est situé à 13 km au nord de Bogandé, le chef-lieu de la province, et à 12 km au sud de Manni, chef-lieu du département. La commune est traversée par la route nationale 18.

## Santé et éducation
Bourgou accueille un centre de santé et de promotion sociale (CSPS).